# Brookesia vadoni
Brookesia vadoni är en ödleart som beskrevs av  Brygoo och DOMERGUE 1968. Brookesia vadoni ingår i släktet Brookesia och familjen kameleonter. IUCN kategoriserar arten globalt som sårbar. Inga underarter finns listade.